# Hős fiúk

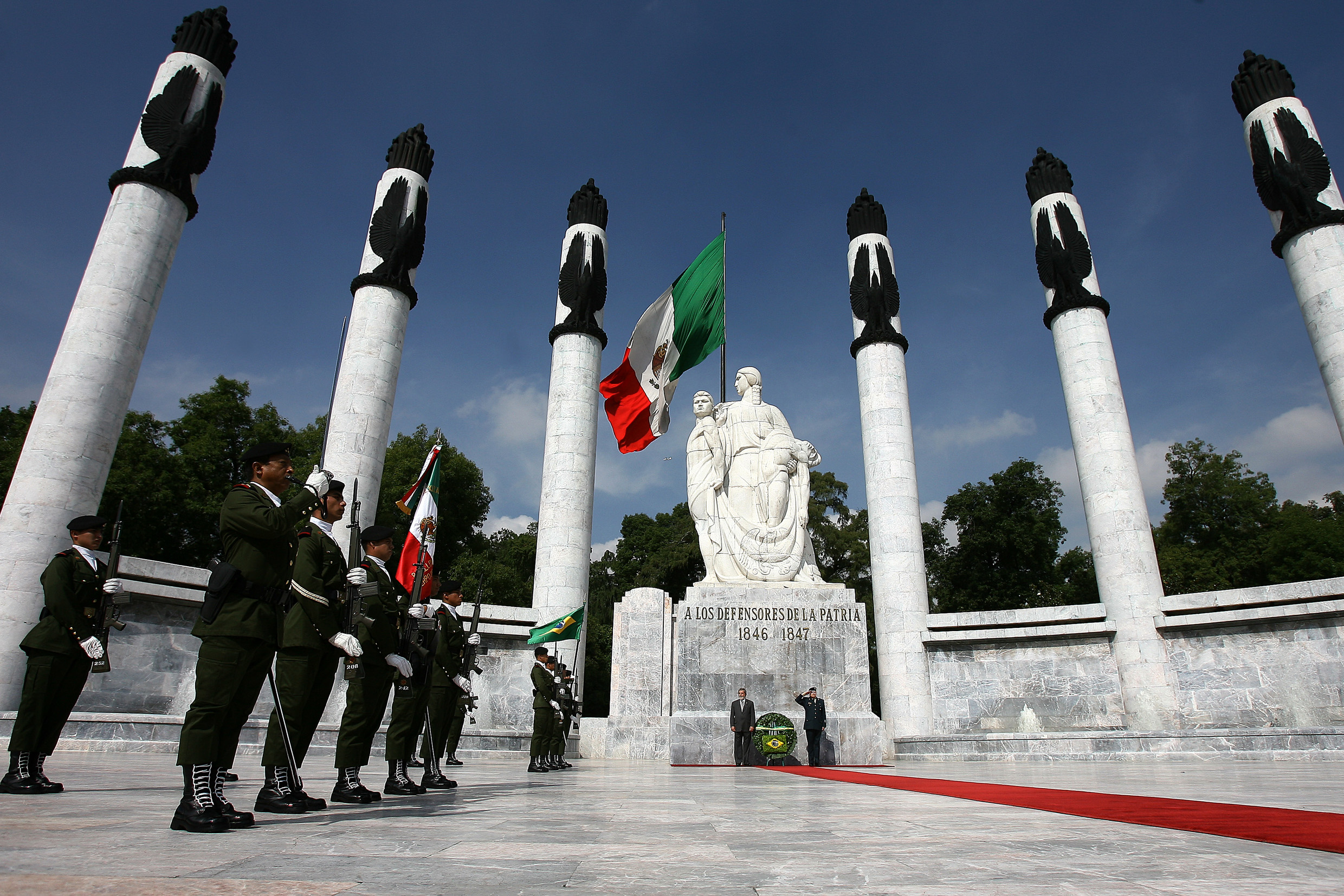
A hős fiúk emlékműve a Chapultepec kastélynál

A mexikói történelemben hős fiúk (spanyolul: Niños Héroes) néven hivatkoznak hat kamaszkorú kadétra, akik 1847. szeptember 13-án hősi halált haltak a mexikói–amerikai háború során a mexikóvárosi Chapultepec várkastély védelmében. A kadétok egyike, Juan Escutia az épület tetejéről lerántotta a mexikói zászlót, és leugrott, megakadályozva ezzel, hogy az ellenség megszerezze a lobogót.
A hős fiúk emlékére szeptember 13-a ünnepnap Mexikóban. Országszerte több helyen is emlékművet állítottak a tiszteletükre, többek között a Chapultepec kastélynál is.
A hat hős neve és hozzávetőleges életkora:
- Juan de la Barrera (19 év)
- Juan Escutia (15–19 év)
- Francisco Márquez (13 év)
- Agustín Melgar (15–19 év)
- Fernando Montes de Oca (15–19 év)
- Vicente Suárez (14 év)

## Fordítás
- Ez a szócikk részben vagy egészben  a   Niños Héroes című norvég Wikipédia-szócikk ezen változatának fordításán alapul.  Az eredeti cikk szerkesztőit annak laptörténete sorolja fel. Ez a jelzés csupán a megfogalmazás eredetét és a szerzői jogokat jelzi, nem szolgál a cikkben szereplő információk forrásmegjelöléseként.